# Into the Pandemonium
Into the Pandemonium è il terzo album in studio del gruppo musicale svizzero Celtic Frost, pubblicato il 1º giugno 1987 dalla Noise Records.
La copertina è un dettaglio tratto dal Trittico del Giardino delle delizie di Hyeronimus Bosch.
Le versioni statunitense e canadese del disco presentano la traccia Tristesses de la Lune al posto di Sorrows of the Moon, anche nella ristampa del 1990. L'album è stato ristampato nel 1993 con l'aggiunta di due bonus track, e nel 1999 con ulteriori tre bonus track tra cui due inediti; nello stesso anno è stato anche ristampato su picture disc.

## Descrizione
Il disco è molto differente dai precedenti lavori della band, e include anche una insolita cover del gruppo new wave Wall of Voodoo, il brano Mexican Radio, oltre che la presenza di elementi orchestrali, voci liriche e drum machine. Moltissime sono le influenze riconoscibili esterne al metal, tra cui Stan Ridgway per quanto riguarda lo stile vocale di Fischer, dub, industrial e R&B, pur mantenendo molti elementi metal.
La traccia Rex Irae è la prima parte di un requiem di cui è stata pubblicata la terza parte nell'album Monotheist del 2006, mentre la seconda non è mai stata pubblicata. Sebbene l'album differisca stilisticamente dai suoi predecessori, tuttavia, sono in esso presenti elementi simbolici già presenti negli album passati. L'album possiede un approccio orientato verso l'heavy metal classico e nei brani del disco sono rintracciabili elementi di industrial, musica classica, gothic rock e doom metal. Eduardo Rivadavia di AllMusic definì l'album "uno dei dischi classici del metal estremo di ogni tempo".
La traccia Inner Sanctum è stata inserita nella colonna sonora del videogioco Grand Theft Auto IV: The Lost and Damned del 2009.

### Testi
Molti dei testi delle canzoni si ispirano chiaramente a fonti letterarie. Per esempio, una significativa parte di Inner Sanctum proviene direttamente dalle poesie di Emily Brontë, mentre il testo di Tristesses de la Lune deriva dall'omonima poesia di Charles Baudelaire inclusa nella raccolta Les Fleurs du mal. Le parole della canzone Sorrows of the Moon sono la traduzione in lingua inglese della stessa poesia.

## Tracce
1. Mexican Radio – 3:28 – Wall of Voodoo cover
2. Mesmerized – 3:24
3. Inner Sanctum – 5:14
4. Sorrows of the Moon – 3:04
5. Babylon Fell (Jade Serpent) – 4:18
6. Caress into Oblivion (Jade Serpent II) – 5:10
7. One in Their Pride (Porthole Mix) – 2:50
8. I Won't Dance (the Elders' Orient) – 4:31
9. Rex Irae (Requiem) – 5:57
10. Oriental Masquerade – 1:15

### Bonus tracks (ristampa 1993)
1. Tristesses de la Lune – 2:58

1. One in Their Pride (Re-Entry Mix) – 5:52

- la traccia n. 4 Sorrows of the Moon viene spostata al n. 9.

### Bonus tracks (ristampa 1999)
1. In the Chapel, in the Moonlight – 2:04
2. The Inevitable Factor – 4:38
3. The Inevitable Factor (Alternate Vox) – 4:38

## Formazione
Gruppo
- Thomas Gabriel Warrior - voce, chitarra, sintetizzatore, effetti
- Martin Eric Ain - basso, voce, effetti
- Reed St. Mark - batteria, timpani, percussioni, voce, sintetizzatore

Altri musicisti
- Thomas Berter - voce d'accompagnamento (traccia 1)
- Claudia-Maria Mokri - voce d'accompagnamento (tracce 2, 5 e 10)
- H.C. 1922 - voce d'accompagnamento (traccia 8)
- Marchain Regee Rotschy - voce d'accompagnamento (traccia 13)
- Manü Moan - voce (traccia 4)
- Malgorzata Blaiejewska Woller - violino (tracce 4, 10 e 11)
- Eva Cieslinski - violino (tracce 4, 10 e 11)
- Wulf Ebert - violoncello (tracce 4, 10, 11)
- Jürgen Paul Mann - viola (tracce 4, 10, 11)
- Lothar Krist - direttore d'orchestra (tracce 4, 10 e 11)
- Jan Nemec - sample (traccia 7)
- Andreas Dobler - chitarra (tracce 9, 10 e 14)
- Anton Schreiber - corno francese (tracce 10 e 11)

Crediti
- Jan Nemec - ingegneria del suono